# Leptictidium nasutum
Leptictidium nasutum es una especie extinta de mamífero euterio del género Leptictidium.
La especie fue descrita por Adrian Lister y Gerhard Storch en 1985. Tenía un tamaño medio y medía setenta y cinco centímetros de longitud. Se han hallado esqueletos en el sitio fosilífero de Messel, en estratos del Lutetiano (Eoceno inferior). La cola de esta especie contenía cuarenta vértebras, más que cualquier otro mamífero conocido. Los dientes molares y premolares eran muy pequeños en relación con el conjunto de la dentición. El nombre de la especie hace referencia a la nariz del animal (nasus en latín). El holotipo de la especie es el esqueleto completo de un ejemplar adulto, visible del lado derecho. Este fósil tiene el neurocráneo bastante hundido y con los maxilares inferiores y superiores en oclusión. Se puede encontrar bajo el código "SMF ME 1143" en el Forschungsinstitut Senckenberg de Darmstadt. Existen diversos paratipos con diferentes grados de completitud.
Cuando Storch y Lister describieron L. nasutum, también elevaron a Pseudorhyncocyonidae de subfamilia a familia. El trabajo de Storch y Lister hizo surgir nuevos interrogantes sobre las relaciones intrafamiliares dentro de esta familia, especialmente en cuanto a la posición que ocupaba el género Pseudorhyncocyon. De hecho, la especie Pseudorhyncocyon cayluxi' fue considerada una especie distinta hasta que Mathis la redefinió como sinónimo de L. ginsburgi.
Storch y Lister, en su obra que define la especie Leptictidium nasutum n sp., ein Pseudorhyncocyonide aus dem Eozän der "Grube Messel" bei Darmstadt (Mammalia, Proteutheria), también hacen una comparación de las especies L. auderiense y L. nasutum con la familia Leptictidae, el género Pseudorhyncocyon, y las especies Diaphyodectes prolatus, Adunator lehmani y Palaeictops levei.